# Rosa amblyotis
Rosa amblyotis är en rosväxtart som beskrevs av Carl Anton von Meyer. Rosa amblyotis ingår i släktet rosor, och familjen rosväxter.

## Underarter
Arten delas in i följande underarter:
- R. a. amblyotis
- R. a. jacutica